# Zoe Barnes
Zoe Barnes è un personaggio della serie televisiva House of Cards - Gli intrighi del potere, interpretata da Kate Mara.

## Descrizione
Zoe è una giornalista del Washington Herald che segue il consiglio municipale, anche se preferirebbe occuparsi di qualcosa di più importante. Come tutti i giovani cronisti è convinta che la carta stampata sia quasi pressoché superata, dato che ormai le notizie viaggiano su Internet, ma questo le attira le antipatie dei colleghi in redazione. In particolare, non ha un buon rapporto con la capocronista politica Janine Skorsky che la soprannomina Miss Twitter per il suo attaccamento quasi maniacale nei confronti dei social network. Il suo caporedattore Lucas Goodwin cerca di tenerla tranquilla, ma si oppone continuamente alle sue richieste di passare online e avere un blog personale perché il giornale non intende discostarsi da uno stile più tradizionale.
Zoe è una ragazza molto sveglia che sa cogliere al volo gli eventi nel loro svolgimento. Vive in un appartamento squallido sopra una lavanderia a gettoni, mentre fa credere al padre (che sente saltuariamente al telefono) di essere ben sistemata. Frequenta uomini più grandi di lei, anche se non riesce ad avere una relazione stabile.

## Storia del personaggio

### Prima stagione
Entrata quasi per caso in contatto con il deputato Frank Underwood, Zoe intuisce la sua voglia di rivalsa nei confronti del presidente Walker e gli propone di fare squadra per aiutarsi a vicenda: Frank nello screditare il presidente eletto, lei per la carriera. Inizia così uno scambio di scoop e informazioni, a partire dalla riforma dell'istruzione fino alle nomine presidenziali, che portano Zoe a diventare una giornalista nota nel panorama politico. La ragazza viene licenziata dal direttore del Washington Herald Tom Hammerschmidt per aver criticato pubblicamente la linea editoriale del giornale. Zoe viene assunta a Slugline, un giornale online dove si sente più libera e ottiene il tanto agognato accredito per la Casa Bianca. Grazie a lei entra in Slugline anche Janine, in fuga dall'Herald e con la quale nel frattempo Zoe è diventata amica.
Il rapporto con Underwood si trasforma in una relazione sessuale: Zoe comprende di essere usata dal deputato per i suoi interessi politici, ma è consapevole di non poterne fare a meno per il lavoro. Tutto cambia quando Claire Underwood si presenta in casa sua e le rivela di essere informata del "tradimento" del marito, tanto da conoscere ogni dettaglio delle loro avventure sessuali. Zoe si trasferisce a casa del suo ex superiore Lucas e si fidanza con lui, poiché tempo addietro l'uomo le aveva confessato di amarla e Zoe aveva rifiutato le sue avances per mantenere la tresca con Underwood. Dopo aver confessato a Lucas la relazione con il capogruppo democratico, loro due e Janine cominciano a scavare sulla morte del deputato Peter Russo e scoprono che dietro ci sono le sordide manovre di Frank, il quale è appena stato nominato 49º Vicepresidente degli Stati Uniti.

### Seconda stagione
Zoe continua a indagare sulla faccenda di Peter Russo insieme a Lucas e Janine. Quest'ultima la incita a insistere nella ricerca della verità, nonostante stiano andando a scontrarsi con i piani altissimi di Washington. Zoe continua però a vedersi di nascosto con Underwood, il quale vorrebbe farla desistere dalle indagini invitandola a pregustare il momento in cui diventerà ufficialmente Vicepresidente, per poter accedere alle informazioni dello Studio Ovale. Tuttavia, il deputato non riesce a rasserenarla: Zoe è ossessionata dalla morte di Russo e dalla possibilità di avervi involontariamente contribuito. Allora Underwood, seppur a malincuore, decide che è giunto il momento di eliminarla, spingendola sui binari della metropolitana, durante un incontro segreto: Zoe muore travolta dal treno in corsa.

### Quarta stagione
Quando Frank, ferito gravemente da una pallottola di Lucas Goodwin, va in coma, Zoe e Peter Russo gli appaiono in sogno, simboli delle sue colpe. Essendo stati le sue prime vittime, Zoe e Peter rappresentano, per l'inconscio di Underwood, l'inizio della sua discesa infernale.